# برايان سميث (قسيس)
برايان سميث (بالإنجليزية: Brian Smith)‏ هو قسيس بريطاني، ولد في 15 يوليو 1944.